# Dans la chambre de Vanda
Pour plus de détails, voir Fiche technique et Distribution.
Dans la chambre de Vanda (No Quarto da Vanda) est un film quasi-documentaire de Pedro Costa sorti en 2000.

## Synopsis
La vie de Vanda Duarte, marchande ambulante de fruits et légumes et consommatrice quotidienne d'héroïne, dans le bidonville en démolition de Fontainhas à Lisbonne.

## Fiche technique
- Titre original : No Quarto da Vanda
- Réalisation : Pedro Costa
- Montage : Dominique Auvray, Patricia Saramago
- Son : Philippe Morel, Matthieu Imbert
- Société de distribution : Gémini Films
- Langue : Portugais
- Durée : 180 minutes
- Dates de sortie :
  - Festival de Locarno : 8 août 2000
  -  France : 19 septembre 2001

## Distribution
- Vanda Duarte
- Zita Duarte
- Lena Duarte
- Manuel Gomes Miranda
- Diogo Pires Miranda
- Evangelina Nelas
- Miquelina Barros

## Distinctions
- Festival du film de Locarno 2000 :
  - Premier prix de la jeunesse pour Pedro Costa
  - Mention spéciale pour Pedro Costa
  - Prix Don Quixote mention spéciale pour Pedro Costa
  - Nomination au Léopard d'or pour Pedro Costa
- Festival de Cannes 2002 : Prix France Culture du meilleur cinéaste étranger pour Pedro Costa